# Lékařská genetika

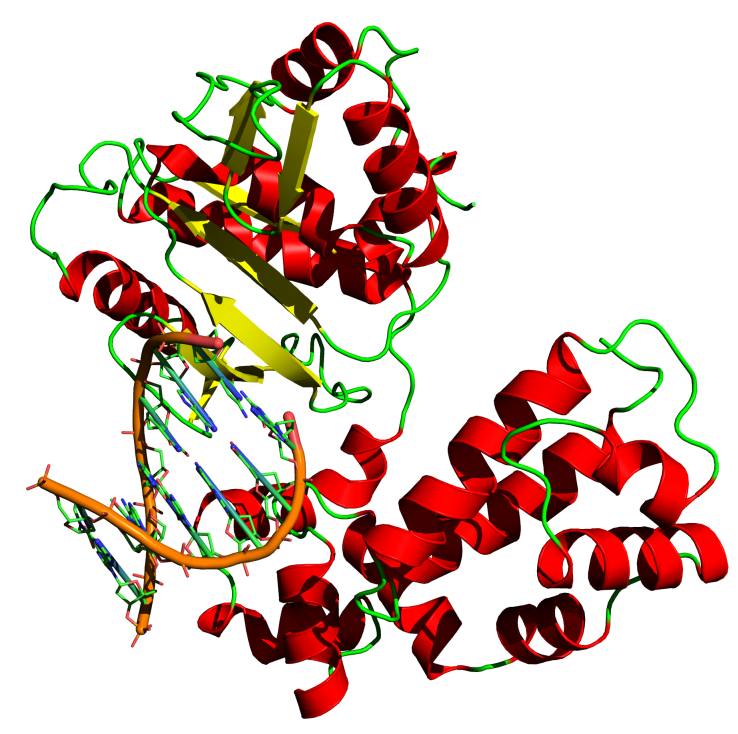
Lidská DNA polymeráza

Lékařská genetika je odvětví lékařské vědy, které se zabývá lidským genomem a jeho poruchami, a to s ohledem na jejich lékařské důsledky, to jest vrozené či dědičné vady a choroby.

## Genom a dědičné poruchy
Lidský genom je obsáhlý soubor informací, jimiž se řídí jednak syntéza bílkovin, nukleových kyselin a dalších látek, jednak vlastní činnost různých genů. Tento soubor vzniká při početí jako kombinace genomů obou rodičů a pak se při každém dělení buňky kopíruje, čímž mohou vznikat další chyby. Poruchy této informace mohou způsobovat různé dědičné vady, choroby i náchylnost k určitým onemocněním.

## Lékařská genetika
Dědičné choroby vznikají z chybné informace, která je uložena v každé buňce těla, takže se nedají v běžném smyslu vyléčit. Dají se však diagnostikovat a jejich projevy do jisté míry mírnit. Například u dědičných chorob metabolismu lze pacientovi dodávat chybějící enzym nebo vhodnou dietou omezovat následky poruchy. Z genetické analýzy lze také předvídat pravděpodobnost výskytu jistých onemocnění. Riziko výskytu roste exponencielně s věkem matky, avšak i s věkem otce, který je značně korelovaný a tak je tento vliv třeba odlišit.